# Ếch ma Natal
Ếch ma Natal (danh pháp hai phần: Hadromophryne natalensis, đồng nghĩa: Heleophryne natalensis) là một loài ếch thuộc họ Heleophrynidae. Loài này có ở Lesotho, Nam Phi, và Swaziland.
Môi trường sống tự nhiên của chúng là rừng ôn đới, vùng đồng cỏ ôn đới, và sông ngòi. Chúng hiện đang bị đe dọa vì mất môi trường sống.